# Die Heirat des Herrn Stäudl
Die Heirat des Herrn Stäudl ist eine Novelle von Ferdinand von Saar, die zuerst in der Zeitschrift Die Zeit in zwei Passagen am 10. und 17. Mai 1902, dann erst wieder in der 2. Aufl. der Sammlung Camera obscura 1904 veröffentlicht wurde. 

## Inhalt
Aus der Retrospektive des vor dem Untersuchungsrichter aussagenden Stäudl wird in dessen Worten die Lebensgeschichte eines von Stolz und Misogynie geprägten Gärtners entwickelt, der nach mehreren gescheiterten Versuchen, doch noch eine Frau zu finden, schließlich eine schöne Witwe ehelicht, von dieser betrogen wird und die Frau dann erwürgt.
nach: Ferdinand von Saar, Requiem der Liebe und andere Novellen; hg. v. Hans-Heinrich Reuter, Bremen 1958 